# ماركو تيتش
ماركو تيتش (بالصربية: Марко Тејић) مواليد 4 أغسطس 1995 في صربيا والجبل الأسود، هو لاعب كرة سلة صربي. بدأ مسيرته الاحترافية في سنة 2013. يلعب مع نادي ميغا لكرة السلة. يحمل الرقم 35.

## إحصائيات المسيرة

### الدوري الأوروبي
| السنة   | الفريق                   | لعب | بدأ | دقيقة | ميداني% | ثلاثية | حرة  | ارتداد | صنع | استلاب | تصدي | نقطة | أداء |
| ------- | ------------------------ | --- | --- | ----- | ------- | ------ | ---- | ------ | --- | ------ | ---- | ---- | ---- |
| 2013–14 | نادي ريد ستار لكرة السلة | 1   | 1   | 14.8  | .667    | .000   | .000 | 2.0    | 1.0 | .0     | .0   | 4.0  | 2.0  |
| 2014–15 | نادي ريد ستار لكرة السلة | 17  | 4   | 8.9   | .357    | .333   | .375 | 1.4    | .7  | .1     | .1   | 1.6  | .1   |
| 2015–16 | نادي ريد ستار لكرة السلة | 11  | 3   | 5.7   | .200    | .000   | .333 | 1.1    | .5  | .2     | .1   | .7   | .0   |
| المسيرة | المسيرة                  | 29  | 8   | 7.9   | .326    | .222   | .357 | 1.3    | .7  | .1     | .1   | 1.3  | .1   |

## روابط خارجية
- ماركو تيتش على موقع الاتحاد الدولي لكرة السلة (الإنجليزية)
- ماركو تيتش على موقع الدوري الأوروبي لكرة السلة (الإنجليزية)
- ماركو تيتش على موقع كرة السلة الأوروبية.كوم (الإنجليزية)
- ماركو تيتش على موقع ريلجم (الإنجليزية)
- ماركو تيتش على موقع بروبوليرز (الإنجليزية)
- ماركو تيتش على موقع سبورتس رفرنس (الإنجليزية)